# تپه مغ
تپه مغ(محل آتشکده) در شهرستان سرباز، بخش سرباز، دهستان سرباز، داخل روستای مغ، واقع شده و این اثر در تاریخ ۲۷ اسفند ۱۳۸۶ با شمارهٔ ثبت ۲۲۷۱۳ به‌عنوان یکی از آثار ملی ایران به ثبت رسیده است.